# 夜の珈琲
『夜の珈琲』（よるのコーヒー）は、佐東武之による日本の漫画作品。スクウェア・エニックスのウェブコミック配信サイト『ガンガンONLINE』にて、毎月第4週更新で2013年1月17日更新分から2015年11月26日更新分まで連載された。

## 解説
コーヒーしか出さないが、客の好みに合わせてどんなコーヒーでも淹れてくれる店・喫茶店「夜」を舞台とした漫画作品。

## 登場人物
マスター
月夜野町で喫茶店「夜」を営む男性。ウエイターに呆れられるほどのんびりしている。
ウエイター

## 単行本
1. 2014年7月発売 ISBN 978-4-7575-4357-7
2. 2015年2月発売 ISBN 978-4-7575-4558-8
3. 2015年12月発売 ISBN 978-4-7575-4831-2